# Gerhard Frey (Mathematiker)

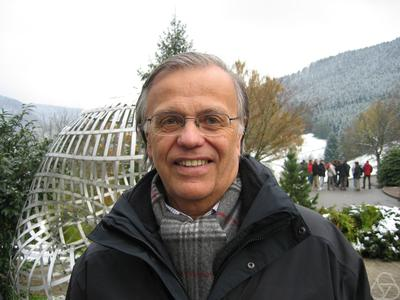
Gerhard Frey 2004 in Oberwolfach

Gerhard Frey (* 1. Juni 1944 in Bensheim) ist ein deutscher Mathematiker, der hauptsächlich auf dem Gebiet der Zahlentheorie tätig war.

## Werdegang
Nach seinem Abitur 1963 in Tübingen studierte Frey Mathematik und Physik an der Universität Tübingen und graduierte 1967. Er promovierte 1970, und 1973 folgte seine Habilitation. Nach einer Assistenzprofessur in Heidelberg von 1969 bis 1973 und einer Professur an der Universität Erlangen-Nürnberg von 1973 bis 1975, sowie einer Professur in Saarbrücken von 1975 bis 1990, hatte er bis 2009 einen Lehrstuhl für Zahlentheorie am Institut für experimentelle Mathematik an der Universität Duisburg-Essen in Essen inne. Er war Gastwissenschaftler an verschiedenen Universitäten und Forschungseinrichtungen, wie der Ohio State University, der Harvard University, der University of California in Berkeley, am Mathematical Sciences Research Institute (MSRI), dem Institute for Advanced Studies an der Hebrew University Jerusalem und am Instituto Nacional de Matemática Pura e Aplicada (IMPA) in Rio de Janeiro.

## Arbeitsgebiet
Bekannt geworden ist Frey durch die 1986 aufgestellte Vermutung, dass ein Gegenbeispiel
{\displaystyle a^{p}+b^{p}=c^{p}\,}
für den großen Fermatschen Satz eine elliptische Kurve mit der Gleichung
{\displaystyle y^{2}=x\cdot (x-a^{p})\cdot (x+b^{p})\,}
liefern würde, die der Taniyama-Shimura-Vermutung widerspräche.
Freys Vermutung wurde im selben Jahr von dem US-amerikanischen Mathematiker Kenneth Alan Ribet bewiesen. 1995 zeigten Andrew Wiles und Richard Taylor, dass die Taniyama-Shimura-Vermutung in den entscheidenden Fällen wahr ist; also gibt es kein Gegenbeispiel wie oben, d. h. der Fermatsche Satz ist wahr.
Seine Forschungsgebiete sind arithmetische Eigenschaften von Funktionenkörpern über endlichen Körpern sowie Eigenschaften von Darstellungen von Galoisgruppen über den rationalen Zahlen. Darüber hinaus beschäftigt er sich mit der Berechnung der L-Reihen von Zahlkörpern und von Kurven und, damit zusammenhängend, von Modulformen.
Er befasst sich auch mit Kryptographie über elliptische Kurven (ECC). 1994 fand er mit Hans-Georg Rück eine Angriffsmethode auf das diskrete Logarithmus-Problem bei elliptischen Kurven (ECDLP) mit Weil- und Tate-Paarungen und 1998 über den Weil-Abstieg.

## Ehrungen und Preise
1996 erhielt Frey die Gauß-Medaille der Braunschweigischen Wissenschaftlichen Gesellschaft für seinen Beitrag zum fermatschen Theorem. Seit 1998 ist er korrespondierendes Mitglied der Akademie der Wissenschaften zu Göttingen. Der Fachbereich Mathematik der Universität Kassel zeichnete Gerhard Frey 1999 „in Anerkennung seiner herausragenden Verdienste um den Fortschritt der Mathematik“ mit der Ehrendoktorwürde aus. Die Fakultät für Mathematik und Physik in Tübingen zeichnete ihren ehemaligen Studenten 2007 mit der Ehrendoktorwürde aus „für seine bahnbrechenden Entdeckungen in der Zahlentheorie elliptischer Kurven und für seine entscheidenden Beiträge zur Lösung des Jahrhundertproblems – bekannt als Fermats letzter Satz“. 2014 erhielt er die Ehrendoktorwürde der Universität des Saarlandes.

## Schriften
Elementare Zahlentheorie, Wiesbaden 1994, ISBN 978-3-528-07256-8, doi:10.1007/978-3-322-88793-1